# Dürener Stadtbefestigung

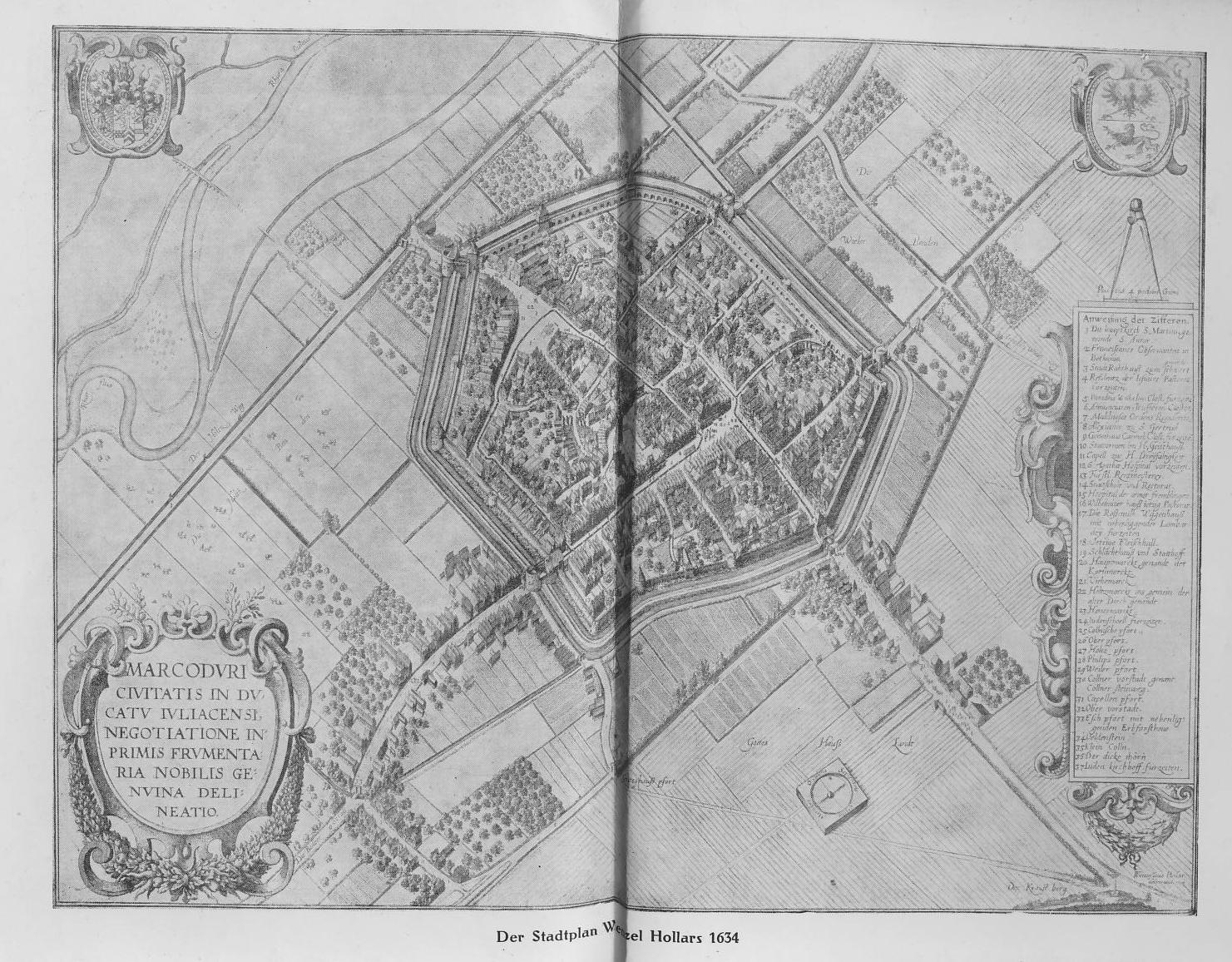
Der Stadtplan von 1634

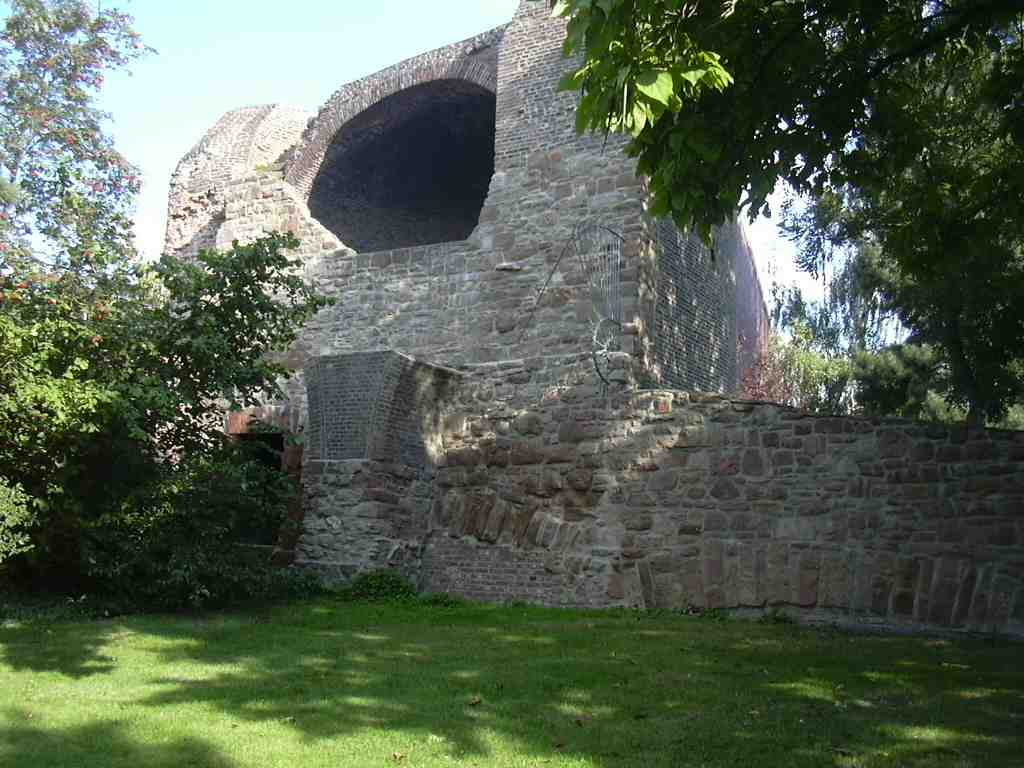
Der Spießenturm

Die Dürener Stadtmauer war die Stadtbefestigung der Kreisstadt Düren, Nordrhein-Westfalen. Sie ist teilweise noch erhalten.

## Baugeschichte
Düren wurde zum ersten Mal in den fränkischen Reichsannalen im Jahr 747 erwähnt.
Zu Beginn des 13. Jahrhunderts, wahrscheinlich im Jahr 1212, begannen die Bewohner von Düren damit, um ihre erweiterte Siedlung herum eine Mauer zu bauen. Der Guardian des Dürener Franziskanerklosters und Stadtgeschichtsschreiber von Düren Jakob Polius (ca. 1588–1656), überliefert, dass ein im alten Rathaus über der Vorhalle verbauter Stein folgende Inschrift gehabt haben soll: ANNO MILLENO CENTENO BIS DUODENO // COEPERUNT MUROS DURANI CONDERE DUROS. „Elfmal hundert und vier und zwanzig Jahre nach Christus // ward mit starkem Gemäuer’n von den seinigen Düren befestigt“. Dieses Jahr ist aber nicht nachgewiesen.
Als befestigter Ort (Reichsstadt) wird oppidum nostrum Duren im Jahre 1226 genannt. 1261 wird das erste Stadttor, das Holztor, genannt. Das lässt darauf schließen, dass mit dem Bau der Stadtmauer schon vorher begonnen worden ist.
Die mittelalterliche Stadtmauer ist aus Buntsandsteinquadern gebaut. Sie ist in ihrem ganzen Verlauf zwischen den Stadttoren durch Schwibbögen verstärkt. Diese Bögen wurden erst im 14. Jahrhundert angesetzt, um der Mauer bei Beschießung einen größeren Halt zu geben. Ab 1493 wurde die Mauer zudem mit vorstehenden runden Bastionstürmen aus Backsteinen verstärkt, die eine bessere Verteidigung der zwischenliegenden Mauerabschnitte erlaubten.

## Stadttore

Düren im Werk Wenzel Hollars (um 1649–61)
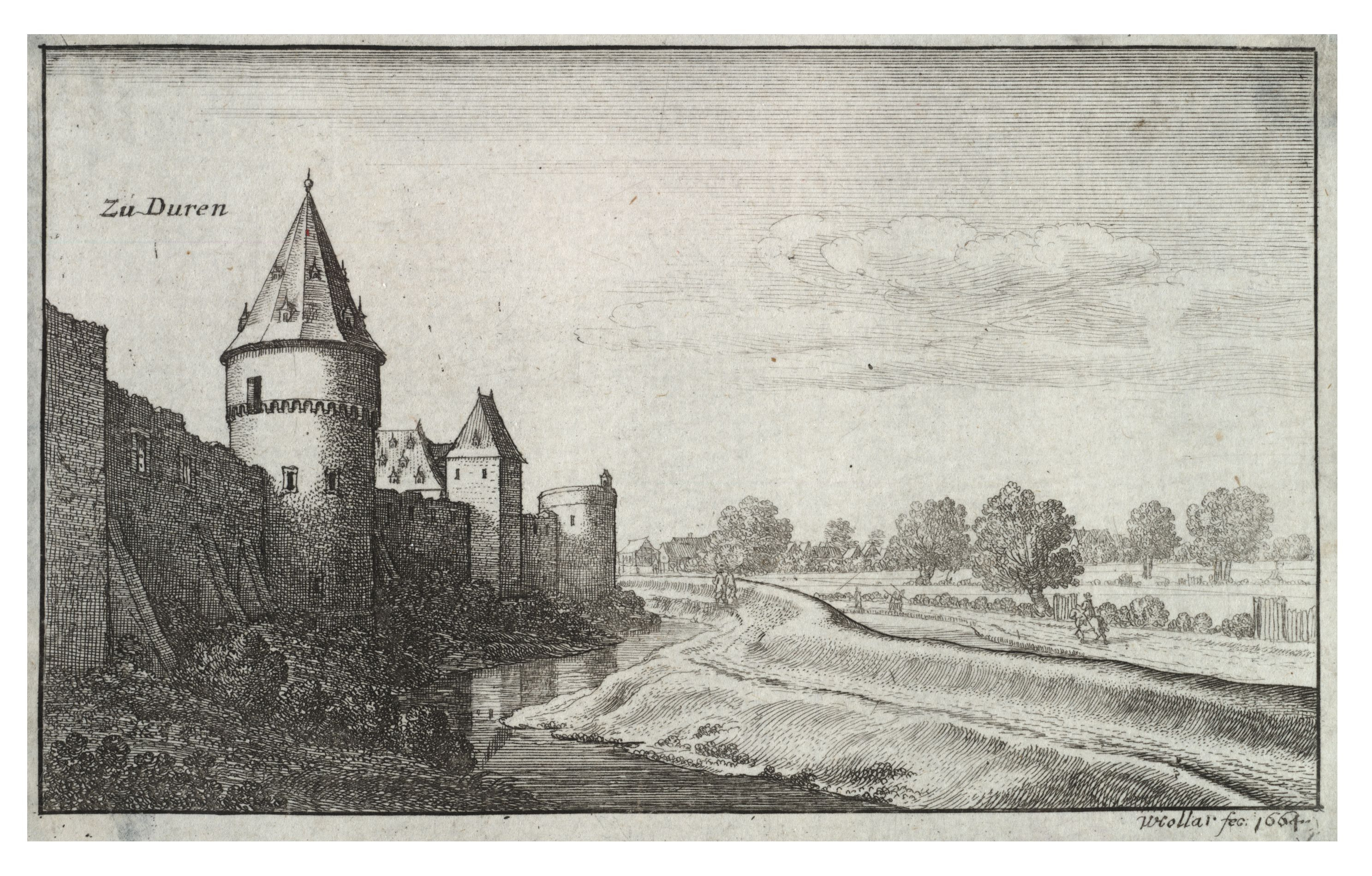
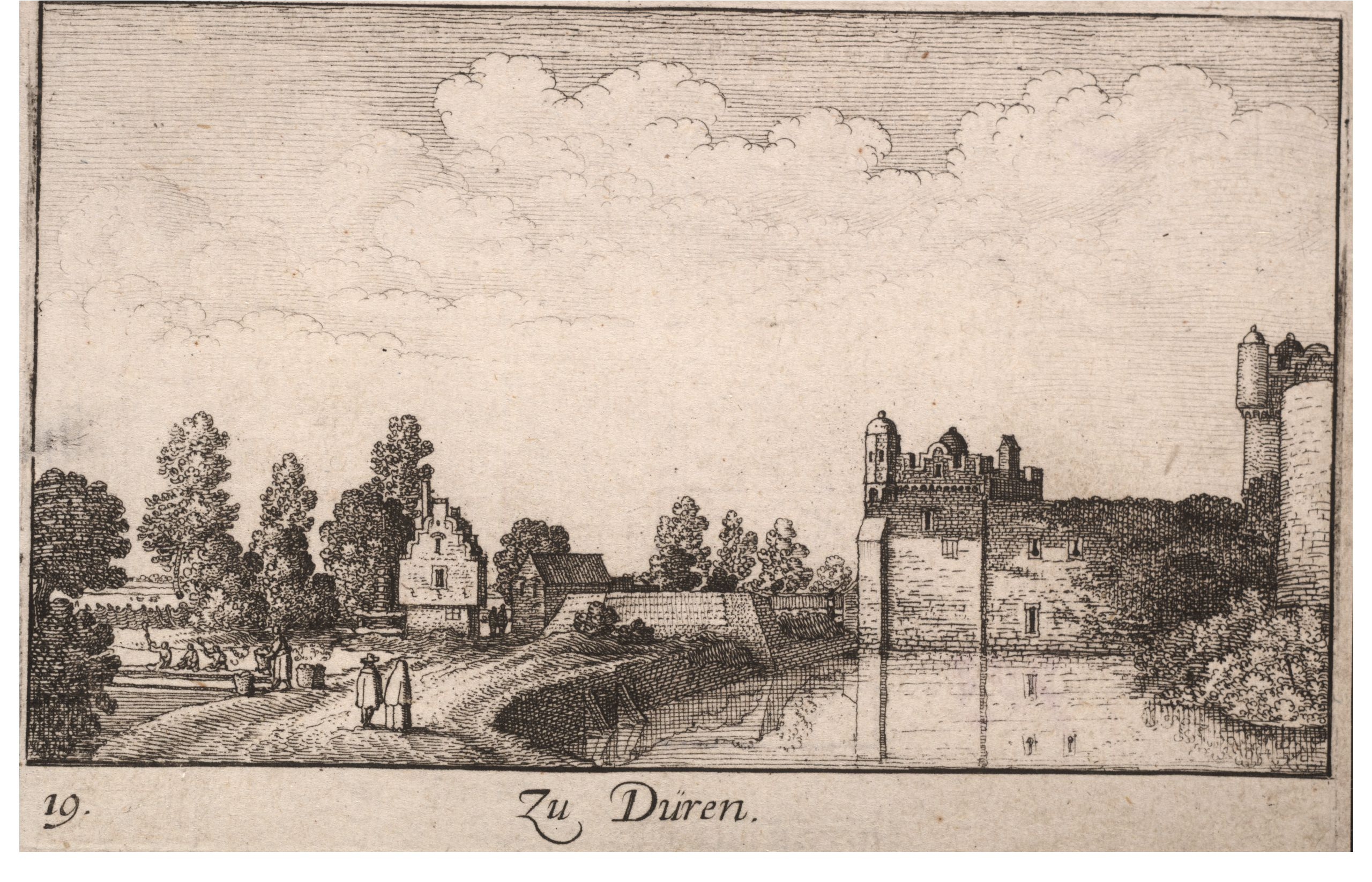
Philipstor
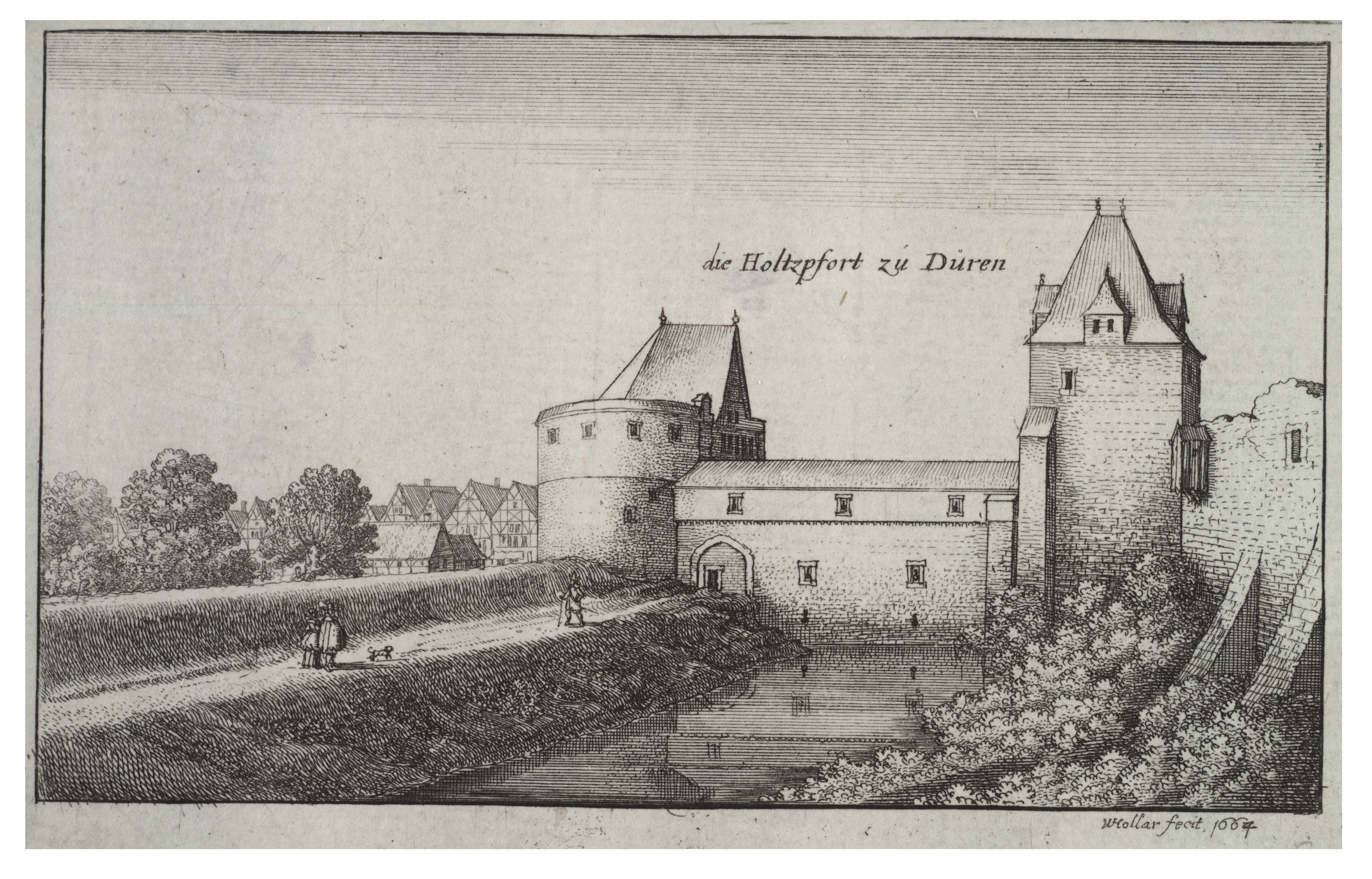
Holzpforte
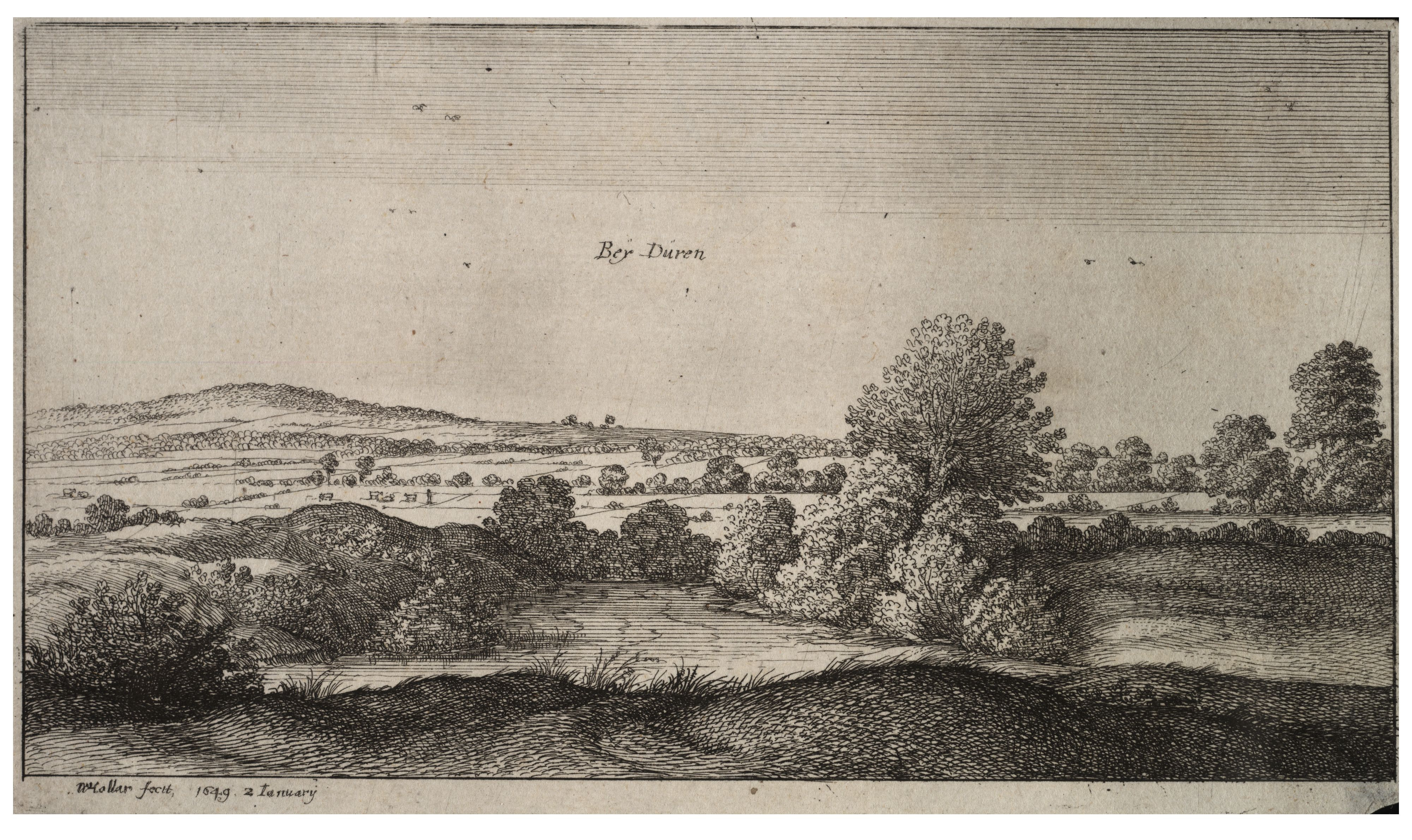

## Stadtmauer
Der Verlauf der Stadtmauer und die Standorte der Stadttore sind aus einer Zeichnung von Wenzel Hollar aus dem Jahre 1634 genau zu erkennen.
Zwischen der Wilhelmstraße und der Philippstraße stand der Schellengassenturm, der heute völlig verschwunden ist. Zwischen dem Philippstor und dem Holzturm standen der Münchenturm und der Pulverturm, die ebenfalls abgerissen wurden. Der Dicke Turm an der Ecke Stürtzstraße/Altenteich auf dem Gelände des Stiftischen Gymnasiums, musste vor kurzem renoviert werden. Er war vor Jahren aufgeplatzt, weil er mit Schutt gefüllt worden war, der durch Regenwasser sehr schwer geworden waren und die Außenhaut gesprengt hatte. Ebenfalls auf dem Schulgelände ist noch heute der Grönjansturm vorhanden. In der Stürtzstraße steht der Spießenturm, der auch völlig renoviert worden ist. Der in Richtung Obertor folgende Rentmeisterturm ist verschwunden. An der Ostseite der Stadtmauer standen der Herrenturm und der Jesuitenturm. Der Pletzergassenturm an der Pletzergasse ist noch vorhanden.
Zur Stadtmauer gehörte auch ein Wall. Vor der Stadtmauer war ein doppeltes Grabensystem angelegt. Im Februar 2011 wurde beim Aushub des Fundaments für das neue Einkaufscenter auf dem Postgelände an der Hohenzollernstraße der etwa 5 m tiefe Stadtgraben freigelegt. Der Graben lag vor der Stadtmauer. Die Reste des Grabens liegen direkt neben dem ehemaligen Pletzerturm.

## Heute

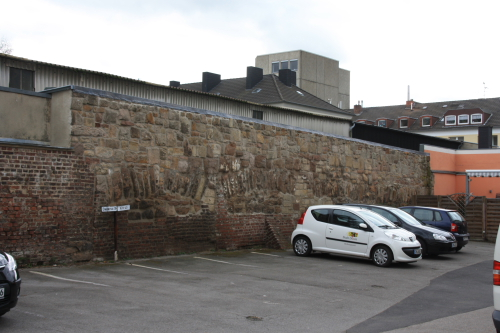
Stadtmauerrest August-Klotz-Str./Wallstr.

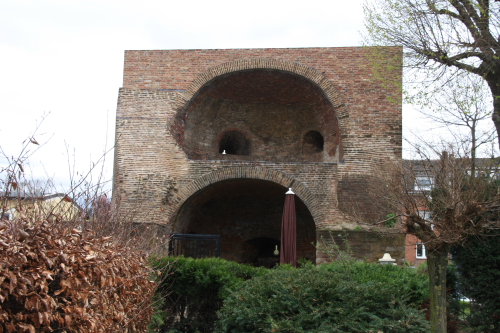
Der Pletzergassenturm

Die Stadtmauer hat in weiten Teilen dem Luftangriff vom 16. November 1944 überstanden. Heute werden Teile der Stadtmauer durch die vorhandene Wohnbebauung verdeckt.
Einzelne erhaltene Teile der Stadtbefestigung sind in der Denkmalliste der Stadt Düren eingetragen, das sind im Einzelnen:
Türme:
- Spießenturm oder „Graue Mütze“ mit Resten der Stadtmauer
- Pletzergassenturm
- Dicker Turm
- Grönjansturm
- Rondell Schützenstraße

Reste der Stadtmauer:
- Stadtmauerrest August-Klotz-Straße/Wallstraße
- Stadtmauerrest August-Klotz-Straße
- Stadtmauerrest Schenkelstraße 6–8
- Stadtmauerrest Oberstraße
- 84 m lange und 3,5 m hohe Befestigungsanlage zwischen Dickem Turm und Grönjansturm
- Stadtmauerrest Hohenzollernstraße/Waisenhausstraße

Sonstige Befestigungsanlagen:
- Stadtbefestigungsanlage Altenteich
- Mühlenteich als ehemalige Grabenanlage

## Sonstiges
Eine Arbeitsgemeinschaft des Stftischen Gymnasiums befasst sich seit 2004 mit der Stadtmauer und wurde von der Denkmalbehörde der Stadt Düren mit einer Urkunde ausgezeichnet.